# Loïc Wacquant

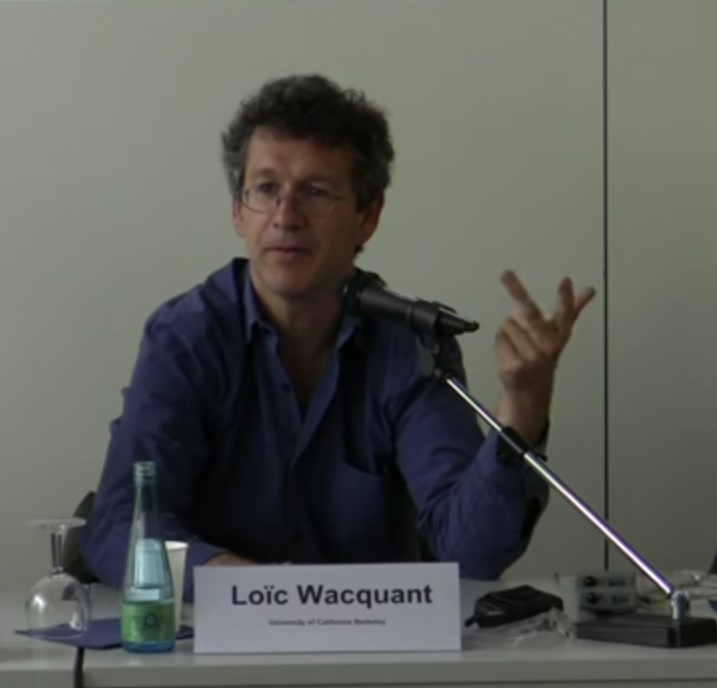
Loïc Wacquant 2009 in Berlin

Loïc Wacquant (* 1960 in Nîmes) ist ein französischer Soziologe, der als Professor an der University of California, Berkeley lehrt und zudem am Centre Européen de Sociologie et de Science Politique (CESSP) in Paris forscht.

## Leben
Wacquant legte 1977 das Bachelor-Examen am Lycée Joffre in Montpellier ab, danach studierte er bei William J. Wilson an der University of Chicago und machte 1986 das Master-Examen. Nach einem Forschungsaufenthalt auf der südpazifischen Insel Neukaledonien wurde er 1993 in Chicago zum Ph.D. promoviert. 1997 war er MacArthur Fellow und erwarb einen zweiten Doktortitel an der École des hautes études en sciences sociales in Paris. Er ist außerdem Absolvent der HEC Paris. Wacquant arbeitete zwei Jahrzehnte mit Pierre Bourdieu zusammen, erst als Student, dann als enger Mitarbeiter. Er lehrte an verschiedenen Universitäten als Gastprofessor, zuletzt (2016/17) als Pitt Professor der University of Cambridge.
Seine Forschungen als teilnehmender Beobachter unter Nachwuchsboxern in einem Trainingszentrum im urbanen Ghetto von Chicago verarbeitete er später in dem Buch Body and Soul: Notebooks of an Apprentice Boxer (dt. Leben für den Ring. Boxen im amerikanischen Ghetto).
Wacquants zentrale Forschungsgebiete sind urbane Ungleichheiten, das amerikanische Ghetto, das französische Banlieue, das Gefängnis und der Rassismus. Er versucht, die Soziologie Bourdieus für die sozialwissenschaftliche Stadtforschung zu erschließen.
Der Wissenschaftler ist überdies Mitbegründer und Herausgeber des interdisziplinären Forschungsjournals Ethnography und war von 1994 bis 2004 ständiger Essayist und Kolumnist für Le Monde diplomatique. Außerdem gehört er zum Herausgeberkreis der Zeitschrift Actes de la recherche en sciences sociales.
Im November 2024 hielt Wacquant im Frankfurter Institut für Sozialforschung eine dreiteilige, englischsprachige Adorno-Vorlesung zum Thema Rethinking the Penal State. Darin untersuchte er strafrechtliche Praktiken als Kernfunktion des Staates.

## Schriften (Auswahl)
- mit Pierre Bourdieu: An Invitation to Reflexive Sociology. The University of Chicago Press, Chicago 1992, ISBN 022606-740-8.
  - französische Übersetzung: Réponses. Pour une anthropologie réflexive, Éditions du Seuil, Paris 1992.
  - deutschsprachige Übersetzung: Reflexive Anthropologie. Suhrkamp, Frankfurt a. M. 1996, ISBN 978-3-518-58229-9.
- Les Prisons de la misère, Raisons d'agir, Paris 1999.
  - deutschsprachige Übersetzung: Elend hinter Gittern. UVK Verlagsgesellschaft, 2000, ISBN 978-3-89669-952-7.
- Corps et Âme. Carnets ethnographiques d'un apprenti boxeur, Marseille et Montréal, Agone, Comeau et Nadeau, 2001.
  - deutschsprachige Übersetzung: Leben für den Ring. Boxen im amerikanischen Ghetto. UVK Verlagsgesellschaft, 2003, ISBN 978-3-89669-788-2.
- Punir les Pauvres: Nouveau Gouvernement de l'Insecurite Sociale, Paris 2004.
  - deutschsprachige Übersetzung: Bestrafen der Armen: Zur neoliberalen Regierung der sozialen Unsicherheit, aus dem Französischen von Hella Beister; Budrich UniPress, Opladen, Berlin, Toronto 2009, ISBN 978-3-8474-0121-6.
- Das Janusgesicht des Ghettos und andere Essays, Berlin: Birkhäuser, 2006, ISBN 978-3764374617.
- Parias urbains. Ghetto, banlieues, État, La Découverte, Paris 2006.
  - englischsprachige Übersetzung: Urban Outcasts: A Comparative Sociology of Advanced Marginality, Polity Press, Cambridge 2008.
  - deutschsprachige Übersetzung: Die Verdammten der Stadt. Eine vergleichende Soziologie fortgeschrittener Marginalität, aus dem Englischen von Alexander Frings. Springer VS, Wiesbaden 2017, ISBN 978-3-658-02679-0 (Rezension von Anja Schwanhäußer, Ghettos, Banlieues und territoriales Stigma. In: sub\urban, Band 5, Heft 3, 176–180, 2017).
- Deadly Symbiosis: Race and the Rise of Neoliberal Penality, Polity Press, Cambridge 2009, ISBN 0745631223.
- The Invention of the "Underclass": A Study in the Politics of Knowledge, Polity Press, Cambridge 2022, ISBN 978-1-509-55217-7.
  - deutschsprachige Übersetzung: Die Erfindung der »Unterklasse«. Aus dem Englischen von Christian Frings, Dietz Verlag, Berlin 2023, ISBN 978-3-320-02403-1.
- Jim Crow. Le terrorisme de caste en Amérique. Raisons d'agir, Paris 2024, ISBN 979-1-097-08438-7.
  - deutschsprachiger Buchauszug, Teil I: Ein teuflisch penibles System. Segregation und rassistische Herrschaft in den Südstaaten der USA. In: Le Monde diplomatique, 7. März 2024.
  - deutschsprachiger Buchauszug, Teil II: Lynchmorde als öffentliches Spektakel. Folter, Exekutionen und Rechtlosigkeit in der Jim-Crow-Ära. In: Le Monde diplomatique, 11. April 2024.

## Auszeichnungen
- 1997: MacArthur Foundation Genius Grant (235,000 Dollar Preisgeld)[12]
- 2009: Lewis Coser Award der American Sociological Association[13]

## Belege
1. ↑  CESSP, Chercheurs associés: Loïc Wacquant.
2. ↑  Angaben zur Vita beruhen, wenn nicht anders belegt, auf: MacArthur Fellows Program, Loic Wacquant, Sociologist, Class of 1997
3. ↑  Angabe der University of California, Berkeley
4. ↑  Loïc Wacquant, la sociologie lui va comme un gant
5. ↑  Angabe der University of Cambridge (Memento vom 15. Dezember 2017 im Internet Archive)
6. ↑  Current Honorary, Pitt and Bolivar Professors, University of Cambridge
7. ↑  Leben für den Ring, Perlentaucher-Rezensionen
8. ↑  Loïc Wacquant: Mit Bourdieu in die Stadt. Relevanz, Prinzipien, Anwendungen, sub\urban. zeitschrift für kritische stadtforschung, Heft 1/2, 2017.
9. ↑  Actses de la recherche en sciences sociales: Ours (französisch).
10. ↑  Institut für Sozialforschung, Adorno Vorlesungen 2024: Loïc Wacquant – Rethinking the Penal State.
11. ↑  Thomas Thiel: Die Produktion der Außenseiter. In: Frankfurter Allgemeine Zeitung, 2. Dezember 2024.
12. ↑  University of Chicago Faculty Member, Recent Alumnus Win “Genius Grants”, University of Chicago, News Office, 17. Juni 1997
13. ↑  Coser Award 2009. Abgerufen am 17. März 2017.

| Personendaten    | Personendaten                          |
| ---------------- | -------------------------------------- |
| NAME             | Wacquant, Loïc                         |
| ALTERNATIVNAMEN  | Wacquant, Loïc J. D.                   |
| KURZBESCHREIBUNG | französischer Soziologe und Ethnograph |
| GEBURTSDATUM     | 1960                                   |
| GEBURTSORT       | Nîmes                                  |